# Beaumont-Hamel
Beaumont-Hamel – miejscowość i gmina we Francji, w regionie Hauts-de-France, w departamencie Somma.
Według danych na rok 2011 gminę zamieszkiwało 190 osób, a gęstość zaludnienia wynosiła 23 osoby/km² (wśród 2293 gmin Pikardii Beaumont-Hamel plasuje się na 784. miejscu pod względem liczby ludności, natomiast pod względem powierzchni na miejscu 587.).
1 lipca 1916 w pobliżu miało miejsce pierwsze natarcie bitwy nad Sommą z udziałem Królewskiego Regimentu Nowofunlandzkiego (Royal Newfoundland Regiment). Cmentarz jego żołnierzy, nazywanych "łowcami" (hunters), z figurą karibu - symbolu jednostki, znajduje się na południowy zachód od tej miejscowości. 